# Tokyo Stock Exchange
Tokyo Stock Exchange (jap. 東京証券取引所 Tōkyō Shōken Torihikijo) – największa giełda papierów wartościowych na Dalekim Wschodzie.

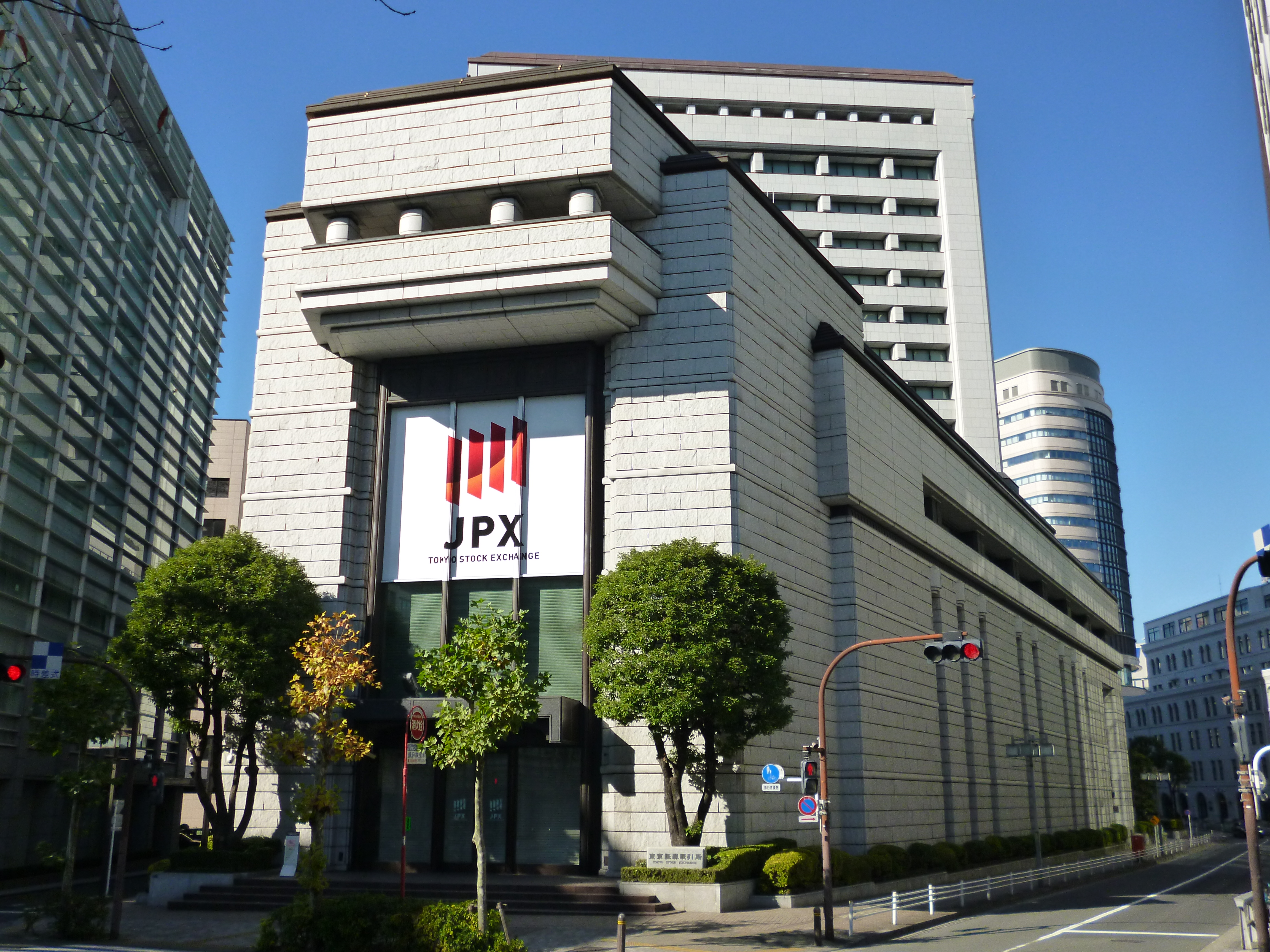
Wygląd zewnętrzny

Sesja giełdowa trwa od godziny 9:00 do 15:00, z godzinną przerwą od 11:30 do 12:30. Giełda należy do stowarzyszenia Asian and Oceanian Stock Exchanges Federation (AOSEF).

## Historia
Giełda w Tokio została utworzona 15 maja 1878 roku jako Tokyo Kabushiki Torihikijo (東京株式取引所), pod kierownictwem ówczesnego ministra finansów Shigenobu Ōkumy oraz przedsiębiorcy Eiichiego Shibusawy. Handel na giełdzie rozpoczął się 1 czerwca 1878 roku.
W 1943 roku giełda w Tokio została połączona z 10 innymi giełdami w największych miastach japońskich, tworząc Nippon Shōken Torihikijo (日本証券取引所). Została zamknięta wkrótce po zbombardowaniu Nagasaki.
Tokijska Giełda Papierów Wartościowych została ponownie otwarta 16 maja 1949 roku.